# Капоета (аеропорт)
Аеропо́рт «Капоета» — аеропорт у місті Капоета, Південний Судан.

## Розташування
Аеропорт розташований у місті Капоета, яке є центром штату Капоета, Південний Судан. Поряд знаходиться державний кордон з Кенією та Угандою. Аеропорт знаходиться приблизно за 3 км на північ від міста. До центрального аеропорту країни Джуба 221 км.

## Опис
Аеропорт знаходиться на висоті 677 метрів (2 221 футів) над рівнем моря, і має одну ґрунтову злітно-посадокову смугу, довжина якої невідома.

## Авіакомпанії і напрямки
Аеропорт пов'язаний регулярним авіасполученням з аеропортом Джуба. Рейси виконує авіакомпанія Авіалінії Південного Судану.